# Большие Бывалищи
Большие Бывалищи — опустевшая деревня в Угличском районе Ярославской области. Входит в состав Головинского сельского поселения.

## География
Находится в юго-западной части Ярославской области на расстоянии приблизительно 22 км на запад по прямой от города Углич в левобережной части района.

## История
Деревня была отмечена еще на карте 1798 года. В 1859 году здесь (тогда сельцо Мышкинского уезда Ярославской губернии) было учтено 10 дворов, в одноименной деревне 11, в 1898 — 37.

## Население
Численность населения: 111 человек в сельце и 64 в одноименной деревне (1859 год), 0 как в 2002 году, так и в 2010.